# UraharaShop
Az UraharaShop 2007. szeptember 7-én indult magyar anime és manga fansubber oldal. Az UraharaShop híroldalként, fájlmegosztóként és közösségi oldalként is funkcionál. A weboldal neve a Bleach animéből származik.

## Történelme
Az UraharaShopon az első fansub projekt a Bleach, míg a második a Tsubasa Chronicles volt. 2017 szeptemberében technikai módosításokba kezdtek az UraharaShopon, mind hardveres és szoftveres téren, ebből adódóan hetekig elérhetetlen volt az oldal.